# Episodi di Vicini troppo vicini (terza stagione)
La terza stagione della serie televisiva Vicini troppo vicini è stata trasmessa in anteprima negli Stati Uniti d'America dalla ABC tra il 30 settembre 1982 e il 5 maggio 1983.
| nº | Titolo originale                  | Titolo italiano | Prima TV USA      | Prima TV Italia |
| -- | --------------------------------- | --------------- | ----------------- | --------------- |
| 1  | Break Out the Pampers (Part 1)    |                 | 30 settembre 1982 |                 |
| 2  | Break Out the Pampers (Part 2)    |                 | 30 settembre 1982 |                 |
| 3  | Guess Who's Coming Forever?       |                 | 14 ottobre 1982   |                 |
| 4  | A Snip in Time                    |                 | 21 ottobre 1982   |                 |
| 5  | The Luck of the Iris              |                 | 28 ottobre 1982   |                 |
| 6  | Do You Take This Woman Again?     |                 | 4 novembre 1982   |                 |
| 7  | Who Was That Baby I Saw You With? |                 | 11 novembre 1982  |                 |
| 8  | Monroe's Secret Love's Secret     |                 | 18 novembre 1982  |                 |
| 9  | A Thanksgiving Tale               |                 | 25 novembre 1982  |                 |
| 10 | Pressure's Rising                 |                 | 9 dicembre 1982   |                 |
| 11 | Mr. Christmas                     |                 | 16 dicembre 1982  |                 |
| 12 | The Yearning Point                |                 | 6 gennaio 1983    |                 |
| 13 | Briefly at the Counter            |                 | 13 gennaio 1983   |                 |
| 14 | To Buy or Not to Buy              |                 | 20 gennaio 1983   |                 |
| 15 | The Separation                    |                 | 27 gennaio 1983   |                 |
| 16 | Girls of the Media                |                 | 3 febbraio 1983   |                 |
| 17 | The Courier                       |                 | 17 febbraio 1983  |                 |
| 18 | The Adoption Story                |                 | 24 febbraio 1983  |                 |
| 19 | Out to Lunch                      |                 | 10 marzo 1983     |                 |
| 20 | A Portrait of Henry               |                 | 17 marzo 1983     |                 |
| 21 | Don't Rock the Boat               |                 | 28 aprile 1983    |                 |
| 22 | Family Business                   |                 | 5 maggio 1983     |                 |